# ATP Challenger Pasadena
Das ATP Challenger Pasadena (offiziell: Pasadena Challenger) war ein Tennisturnier, das einmalig 1978 in Pasadena, Kalifornien, stattfand. Es gehörte zur ATP Challenger Tour und wurde im Freien auf Hartplatz gespielt.

## Liste der Sieger

### Einzel
| Jahr | Sieger       | Finalgegner       | Ergebnis      |
| ---- | ------------ | ----------------- | ------------- |
| 1978 | Jorge Andrew | Christopher Lewis | 5:7, 6:3, 6:3 |

### Doppel
| Jahr | Sieger                      | Finalgegner              | Ergebnis |
| ---- | --------------------------- | ------------------------ | -------- |
| 1978 | Tom Leonard Jerry Van Linge | Warren Eber Glen Holroyd | 6:3, 7:6 |